# Barbarano Romano
Barbarano Romano ist eine Gemeinde in der Provinz Viterbo in der italienischen Region Latium mit 986 Einwohnern (Stand 31. Dezember 2023). Sie liegt 87 Kilometer nordwestlich von Rom.

## Geographie
Barbarano Romano liegt in den Monti Volsini zwischen dem Bolsenasee und Tuscania.

## Bevölkerung
| Jahr | Bevölkerung |
| ---- | ----------- |
| 1871 | 1140        |
| 1901 | 1251        |
| 1921 | 1144        |
| 1951 | 1223        |
| 1971 | 0906        |
| 1991 | 0897        |
| 2001 | 0950        |

## Politik
Rinaldo Marchesi (Lista Civica: Barbarano Unito) wurde am 11. Juni 2017 zum Bürgermeister gewählt.